# ریانگ کیو-سا
ریانگ کیو-سا (انگلیسی: Ryang Kyu-sa؛ زادهٔ ۳ ژوئن ۱۹۷۸) بازیکن فوتبال اهل کره شمالی است.
از باشگاه‌هایی که در آن بازی کرده‌است می‌توان به باشگاه فوتبال اولسان هیوندای و باشگاه فوتبال توکیو وردی اشاره کرد.
وی همچنین در تیم ملی فوتبال کره شمالی بازی کرده‌است.